# پاول لوکه
پاول لوکه (انگلیسی: Paul Lücke؛ ۱۳ نوامبر ۱۹۱۴ – ۱۰ اوت ۱۹۷۶) یک سیاست‌مدار اهل آلمان بود.